# Souvislá množina

Souvislá (A) a nesouvislá (B) množina

Souvislá množina je v topologii množina, kterou nelze rozdělit na dvě disjunktní, neprázdné a otevřené podmnožiny.

## Definice

### Souvislá množina
Množina {\displaystyle \mathbf {X} \subset \mathbf {M} }, {\displaystyle \mathbf {X} \neq \emptyset } topologického či metrického prostoru {\displaystyle (\mathbf {M} ,\rho )} se nazývá souvislá, pokud kdykoli {\displaystyle \mathbf {A} \subset \mathbf {M} }, {\displaystyle \mathbf {B} \subset \mathbf {M} } jsou množiny otevřené v M takové, že
- {\displaystyle \mathbf {X} =\mathbf {A} \cup \mathbf {B} } a
- {\displaystyle \mathbf {A} \cap \mathbf {B} =\emptyset }.

Pak buď {\displaystyle \mathbf {A} =\emptyset } nebo {\displaystyle \mathbf {B} =\emptyset }

### Ekvivalentní definice
- Množina {\displaystyle \mathbf {X} \subset \mathbf {M} }, {\displaystyle \mathbf {X} \neq \emptyset } topologického či metrického prostoru {\displaystyle (\mathbf {M} ,\rho )} se nazývá souvislá, pokud kdykoli {\displaystyle \mathbf {A} \subset \mathbf {M} }, {\displaystyle \mathbf {B} \subset \mathbf {M} } jsou množiny uzavřené v M takové, že
  - {\displaystyle \mathbf {X} =\mathbf {A} \cup \mathbf {B} } a
  - {\displaystyle \mathbf {A} \cap \mathbf {B} =\emptyset }.

Pak buď {\displaystyle \mathbf {A} =\emptyset } nebo {\displaystyle \mathbf {B} =\emptyset }
- Je-li {\displaystyle \mathbf {f} :\mathbf {X} \rightarrow [0,1]} spojité zobrazení a {\displaystyle \{0,1\}\subset \mathbf {f} [\mathbf {X} ]}, pak {\displaystyle \mathbf {f} [\mathbf {X} ]=[0,1]}.

### Souvislý prostor
Topologický prostor je souvislý, je-li svou vlastní souvislou podmnožinou.
Topologický prostor {\displaystyle X} je souvislý právě tehdy, když jediné podmnožiny v {\displaystyle X}, které jsou současně otevřené i uzavřené, jsou {\displaystyle X} a {\displaystyle \emptyset }. V opačném případě bývá prostor {\displaystyle X} označován jako nesouvislý.

### Komponenta souvislosti
Komponenta souvislosti množiny {\displaystyle \mathbf {X} \subset \mathbf {M} } je každá její maximální (vzhledem k {\displaystyle \subseteq }) souvislá podmnožina.